# Aphrophora exoleta
Aphrophora exoleta is een halfvleugelig insect uit de familie Aphrophoridae. De wetenschappelijke naam van deze soort is voor het eerst geldig gepubliceerd in 1901 door Horváth.